# Michael Rüping
Michael Rüping (4 de enero de 1951) es un jinete alemán que compitió en la modalidad de salto ecuestre. Ganó dos medallas de bronce en el Campeonato Europeo de Saltos Ecuestres, en los años 1983 y 1985, ambas en la prueba por equipos.

## Palmarés internacional
| Campeonato Europeo | Campeonato Europeo      | Campeonato Europeo | Campeonato Europeo |
| Año                | Lugar                   | Medalla            | Categoría          |
| ------------------ | ----------------------- | ------------------ | ------------------ |
| 1983               | Hickstead (Reino Unido) | Medalla de bronce  | Por equipos        |
| 1985               | Dinard (Francia)        | Medalla de bronce  | Por equipos        |